# Erebus insularis
Erebus insularis är en fjärilsart som beskrevs av Walter Karl Johann Roepke 1935. Erebus insularis ingår i släktet Erebus och familjen nattflyn. Inga underarter finns listade i Catalogue of Life.

## Bildgalleri

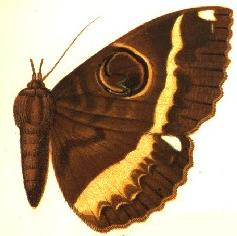